# August Julius Edmund Pflugk
August Julius Edmund Pflugk (auch Julius Pflugk; * 21. November 1803 in Lychen; † 15. Dezember 1839 in Danzig) war ein deutscher Klassischer Philologe und Gymnasiallehrer.

## Leben
Pflugk war Sohn eines Steuerbeamten. Er besuchte zunächst die Schule in Marienwerder, bevor er mit der Familie 1816 nach Danzig zog. Dort kam er zunächst an die Oberpfarrschule der Marienkirche, anschließend absolvierte er ab 1817 das Städtische Gymnasium Danzig. Zum Studium ging er nach Abschluss des Gymnasiums 1821 an die Universität Berlin. Dort konnte er mit August Boeckh und Julius Ludwig Ideler ein gutes Verhältnis aufbauen, das für seine wissenschaftliche Entwicklung vom Bedeutung war. Sein Studium schloss er 1824 ab. Wann er zum Dr. phil. promoviert wurde, ist nicht bekannt.
Pflugk kam 1824 als Hilfslehrer an das Danziger Gymnasium. Im Frühjahr 1825 wurde er ordentlicher Lehrer der Geschichte für die Oberstufe, 1826 schließlich zum Professor. Er galt als sehr guter Lehrer, der auch bei seinen Schülern beliebt war. Neben seinem Schuldienst widmete er sich der wissenschaftlichen Arbeit, wobei er sich ab 1829 auf die Herausgabe von Bänden für die Bibliotheca Graeca in Gotha konzentrierte. Bereits 1831 und 1832 machten sich gesundheitliche Schwierigkeiten bemerkbar, die ihn zeitweise an seiner beruflichen Arbeit hinderten. Ab 1833 unterrichtete er nur noch Philologie. 1834 unternahm er eine Badereise nach Teplitz, in deren Folge sich eine Besserung seiner Gesundheit einstellte, jedoch erlitt er 1839 eine Unterleibserkrankung, an der er nach kurzer Zeit verstarb. 
Pflugks unveröffentlichte Manuskripte wurden in die Bibliothek des Danziger Gymnasiums aufgenommen. Joachim Marquardt veröffentlichte 1846 und 1848 noch kleinere Schriften aus diesem Nachlass.

## Schriften (Auswahl)
- De Theopompi Chii Vita et Scriptis, Mylius, Berlin 1827.
- Rerum Euboicarum specimen, Nietack, Berlin 1829.
- Euripidis tragoediae: recensuit et commentariis in usum scholarum instruxit Aug. Jul. Edm. Pflugk, Bibliotheca Graeca, Hennings, Gotha.
  - Band 1:
    - Teil 1: Continens Medeam, 1829.
    - Teil 2: Continens Hecubam, 1829.
    - Teil 3: Continens Andromachen, 1829.
    - Teil 4: Continens Heraclidas, 1830.

  - Band 2:
    - Teil 1: Continens Helenam, 1831.
    - Teil 2: Continens Alcestin, 1834.
    - Teil 3: Continens Herculem furentem, 1841.

  - Band 3 wurde 1859/1860 von Reinhold Klotz veröffentlicht.
- Schedae Criticae, Gerhard, Danzig 1835.